# Alekos Michailidis
Alekos Michaelides, gr. Αλέκος Μιχαηλίδης (ur. 13 sierpnia 1933 w Milikuri, zm. 6 stycznia 2008 w Pafosie) – cypryjski polityk, deputowany, od 1977 do 1981 przewodniczący Izby Reprezentantów, minister spraw zagranicznych w latach 1993–1997.

## Życiorys
Kształcił się w kolegium nauczycielskim. Później studiował m.in. na Uniwersytecie Amerykańskim w Bejrucie oraz w Georgia Institute of Technology. Uzyskał licencjat z ekonomii i magisterium z zarządzania przedsiębiorstwem. Z zawodu nauczyciel, następnie zajął się działalnością biznesową. Pracował w sektorze turystycznym w Famaguście. Po zajęciu miasta przez Turków w czasie inwazji z 1974 przeniósł się do Pafos.
Został bliskim współpracownikiem Makariosa III. W 1976 wraz ze Spirosem Kiprianu współtworzył Partię Demokratyczną (DIKO). W tym samym roku został wybrany do cypryjskiego parlamentu. Był rzecznikiem frakcji DIKO. W 1977 zastąpił Spirosa Kiprianu na funkcji przewodniczącego Izby Reprezentantów, którą wykonywał do końca kadencji w 1981. Sprzeciwiał się współpracy DIKO z komunistyczną partią AKEL. W konsekwencji opuścił swoje ugrupowanie i w 1980 założył partię NEDIPA, którą kierował do 1988. W 1981 znalazł się poza parlamentem. Wsparł następnie Glafkosa Kliridisa, a w 1988 przyłączył swoją formację do kierowanego przez tegoż Zgromadzenia Demokratycznego (DISY), obejmując funkcję wiceprzewodniczącego tej partii.
W latach 1993–1997 sprawował urząd ministra spraw zagranicznych. Działał na rzecz przystąpienia Cypru do Unii Europejskiej i poprawy relacji z państwami Bliskiego Wschodu. W okresie jego urzędowania Cypr otworzył także ambasadę w Izraelu.
W 1995 został odznaczony Krzyżem Komandorskim Orderu Zasługi Rzeczypospolitej Polskiej.